# Des roches à l'or
 (novembre 2024).
Pour plus de détails, voir Fiche technique et Distribution.
 (juin 2025).
Motif : Sources ? Notoriété ?
- Archive Wikiwix
- Bing
- Cairn
- DuckDuckGo
- E. Universalis
- Gallica
- Google
- G. Books
- G. News
- G. Scholar
- Persée
- Qwant
- (zh) Baidu
- (ru) Yandex
- (wd) trouver des œuvres sur Wikidata

| 1. | Préciser le motif de la pose du bandeau. | Précisez le motif de la pose du bandeau en utilisant la syntaxe suivante : {{admissibilité à vérifier\|date=juin 2025\|motif=remplacez ce texte par le motif}}                         |
| 2. | Informer les utilisateurs concernés.     | Pensez à avertir le créateur de l'article, par exemple, en insérant le code ci-dessous sur sa page de discussion : {{subst:avertissement admissibilité à vérifier\|Des roches à l'or}} |

Des roches à l'or (راکس سے گولڈ تک) est un film documentaire pakistanais réalisé par Zainab Younas, sorti en 2023.

## Synopsis
Le film met en lumière la beauté et la magie de la nature au Baloutchistan à travers le travail de Deedar Mengal, qui œuvre à consolider la culture et le patrimoine de sa région.

## Fiche technique
- Titre : Des roches à l'or
- Titre original : راکس سے گولڈ تک
- Réalisateur : Zainab Younas
- Durée : 8 minutes 2 secondes
- Pays :  Pakistan
- Année : 2023
- Langues : ourdou, anglais
- Sous-titres anglais / français